# Бразь (Хунедоара)
Бразь, Бразі (рум. Brazi) — село у повіті Хунедоара в Румунії. Входить до складу комуни Риу-де-Морі.
Село розташоване на відстані 281 км на північний захід від Бухареста, 44 км на південь від Деви, 128 км на схід від Тімішоари.

## Населення
За даними перепису населення 2002 року у селі проживали 539 осіб.
Національний склад населення села:
| Національність | Кількість осіб | Відсоток |
| -------------- | -------------- | -------- |
| румуни         | 516            | 95,7%    |
| угорці         | 23             | 4,3%     |

Рідною мовою назвали:
| Мова      | Кількість осіб | Відсоток |
| --------- | -------------- | -------- |
| румунська | 532            | 98,7%    |
| угорська  | 7              | 1,3%     |